# Arquebisbat de Tucumán
L'arquebisbat de Tucumán  (castellà: Archidiòcesis de Tucumán; llatí: Archidioecesis Tucumanensis) és una seu metropolitana de l'Església Catòlica a Argentina. Al 2010 tenia 1.034.201 batejats sobre una població d'1.112.000 habitants. Actualment està regida per l'arquebisbe Alfredo Zecca.

## Territori
L'arxidiòcesi comprèn vuit departaments de la província de Tucumán: Burruyacu, Capital, Cruz Alta, Famaillá, Lules, Tafí Viejo, Trancas i Yerba Buena. A més, comprèn la parròquia de Bella Vista al departament de Leales i la parròquia de Tafí del Valle al departament homònim.
La seu arxiepiscopal és la ciutat de San Miguel de Tucumán, on es troba la catedral de Sant Miquel.
La diòcesi s'estén sobre 10.679 km², i està dividit en 47 parròquies.

## Història
La diòcesi de Tucumán va ser erigida el 15 de febrer de 1897 mitjançant la butlla In Petri Cathedra del Papa Lleó XIII, prenent el territori de la diòcesi de Salta (avui arxidiòcesi). Originàriament era sufragània de l'arquebisbat de Buenos Aires.
El 20 d'abril de 1934 passà a formar part de la província eclesiàstica de l'arxidiòcesi de Santa Fe (avui arquebisbat de Santa Fe de la Vera Cruz).
L'11 de febrer de 1957 va ser elevada al rang d'arxidiòcesi metropolitana mitjançant la butlla Quandoquidem adoranda del papa Pius XII.
El 12 d'agost de 1963 cedí una part del seu territori per tal que s'erigís el bisbat de Concepción.
El 8 de setembre de 1969 cedí una nova porció per tal que s'erigís la prelatura territorial de Cafayate.

## Cronologia episcopal
- Pablo Padilla y Bárcena † (16 de gener de 1898 - 22 de gener de 1921 mort)
- Barnabé Piedrabuena † (11 de juny de 1923 - 17 de desembre de 1928 renuncià)
- Augustín Barrere, M.I.C. † (16 de gener de 1930 - 29 de febrer de 1952 mort)
- Juan Carlos Aramburu † (28 d'agost de 1953 - 14 de juny de 1967 nomenat arquebisbe coadjutor de Buenos Aires)
- Blas Victorio Conrero † (3 de febrer de 1968 - 7 de juliol de 1982 mort)
- Horacio Alberto Bózzoli † (19 de gener de 1983 - 29 de desembre de 1993 mort)
- Raúl Arsenio Casado † (15 de juny de 1994 - 8 de juliol de 1999 renuncià)
- Luis Héctor Villalba (8 de juliol de 1999 - 10 de juny de 2011 jubilat)
- Alfredo Zecca, des del 10 de juny de 2011

## Estadístiques
A finals del 2010, la diòcesi tenia 1.034.201 batejats sobre una població de 1.112.000 persones, equivalent al 93,0% del total.
| any  | població  | població  | població | sacerdots | sacerdots       | sacerdots       | sacerdots             | diaques | religiosos | religiosos | parròquies |
| ---- | --------- | --------- | -------- | --------- | --------------- | --------------- | --------------------- | ------- | ---------- | ---------- | ---------- |
| any  | batejats  | total     | %        | total     | clergat secular | clergat regular | batejats por sacerdot | diaques | homes      | dones      |            |
| 1949 | 610.000   | 659.117   | 92,5     | 136       | 47              | 89              | 4.485                 |         | 130        | 485        | 29         |
| 1966 | 550.000   | 597.299   | 92,1     | 183       | 53              | 130             | 3.005                 |         | 150        | 265        | 32         |
| 1970 | 400.000   | 540.000   | 74,1     | 144       | 55              | 89              | 2.777                 |         | 102        | 274        | 40         |
| 1976 | 400.000   | 570.000   | 70,2     | 144       | 54              | 90              | 2.777                 |         | 105        | 284        | 37         |
| 1980 | 593.800   | 657.000   | 90,4     | 128       | 55              | 73              | 4.639                 | 2       | 86         | 226        | 36         |
| 1990 | 817.000   | 899.000   | 90,9     | 145       | 60              | 85              | 5.634                 | 9       | 91         | 246        | 47         |
| 1999 | 856.835   | 969.819   | 88,3     | 135       | 76              | 59              | 6.346                 | 15      | 75         | 187        | 46         |
| 2000 | 868.732   | 983.285   | 88,3     | 131       | 78              | 53              | 6.631                 | 15      | 65         | 171        | 47         |
| 2001 | 879.178   | 996.178   | 88,3     | 137       | 79              | 58              | 6.417                 | 15      | 72         | 189        | 46         |
| 2002 | 899.793   | 1.021.332 | 88,1     | 149       | 84              | 65              | 6.038                 | 15      | 74         | 184        | 47         |
| 2003 | 908.224   | 1.030.902 | 88,1     | 153       | 85              | 68              | 5.936                 | 14      | 91         | 234        | 45         |
| 2004 | 911.849   | 1.035.017 | 88,1     | 144       | 86              | 58              | 6.332                 | 14      | 90         | 172        | 45         |
| 2010 | 1.034.201 | 1.112.000 | 93,0     | 143       | 89              | 54              | 7.232                 | 10      | 74         | 164        | 47         |

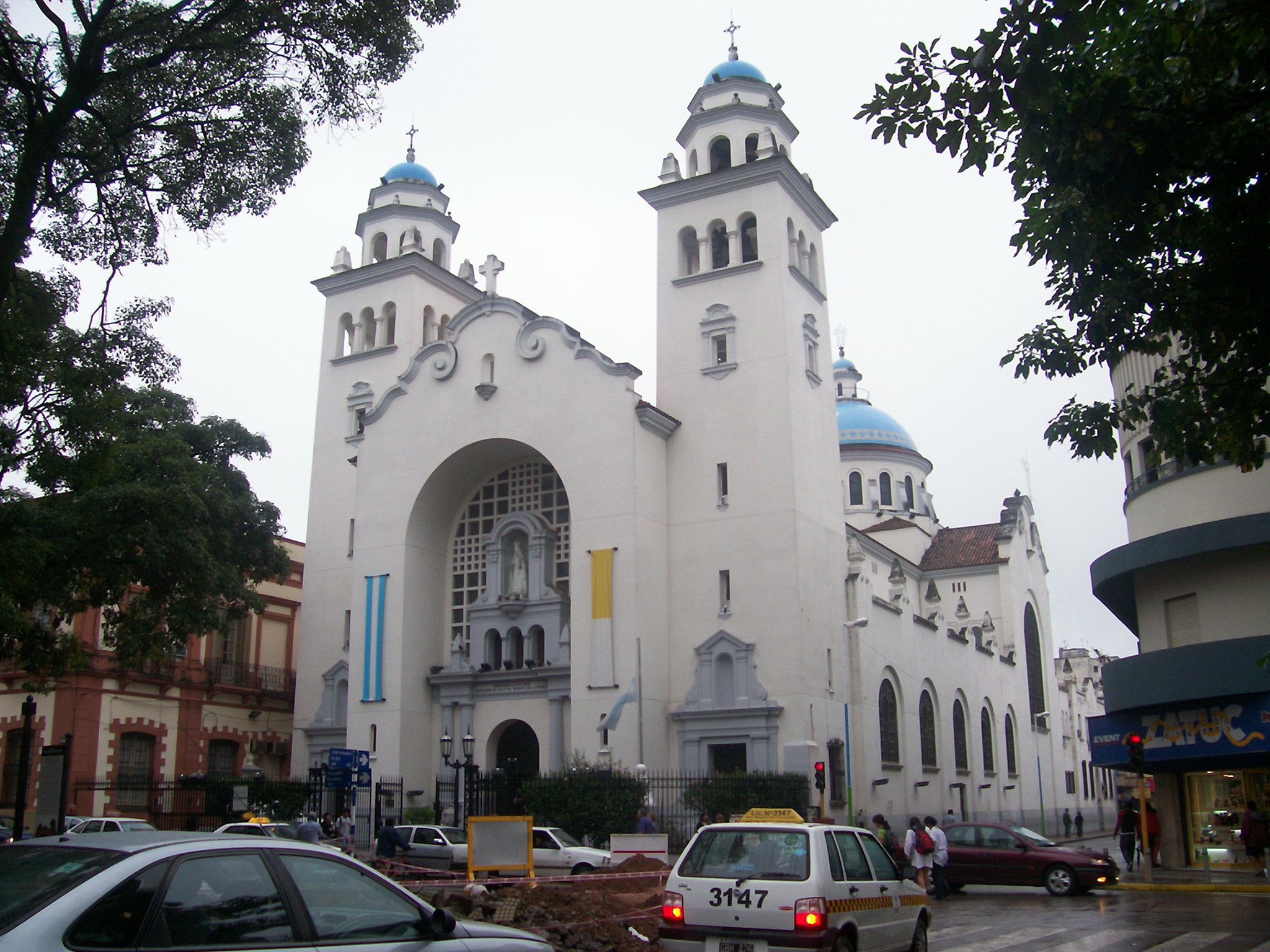
Església de la Merced (San Miguel de Tucumán)
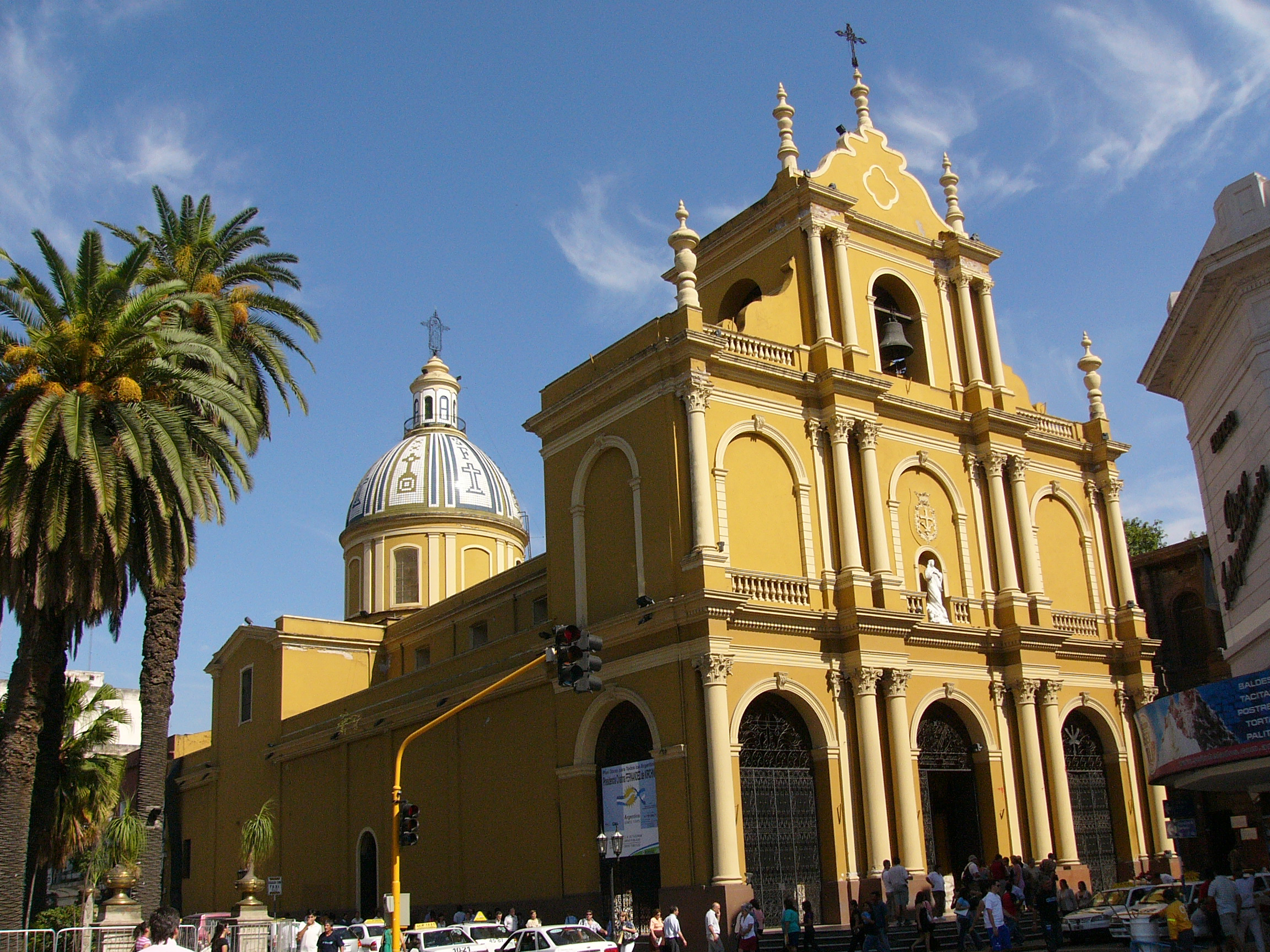
Basílica de San Francisco (San Miguel de Tucumán)
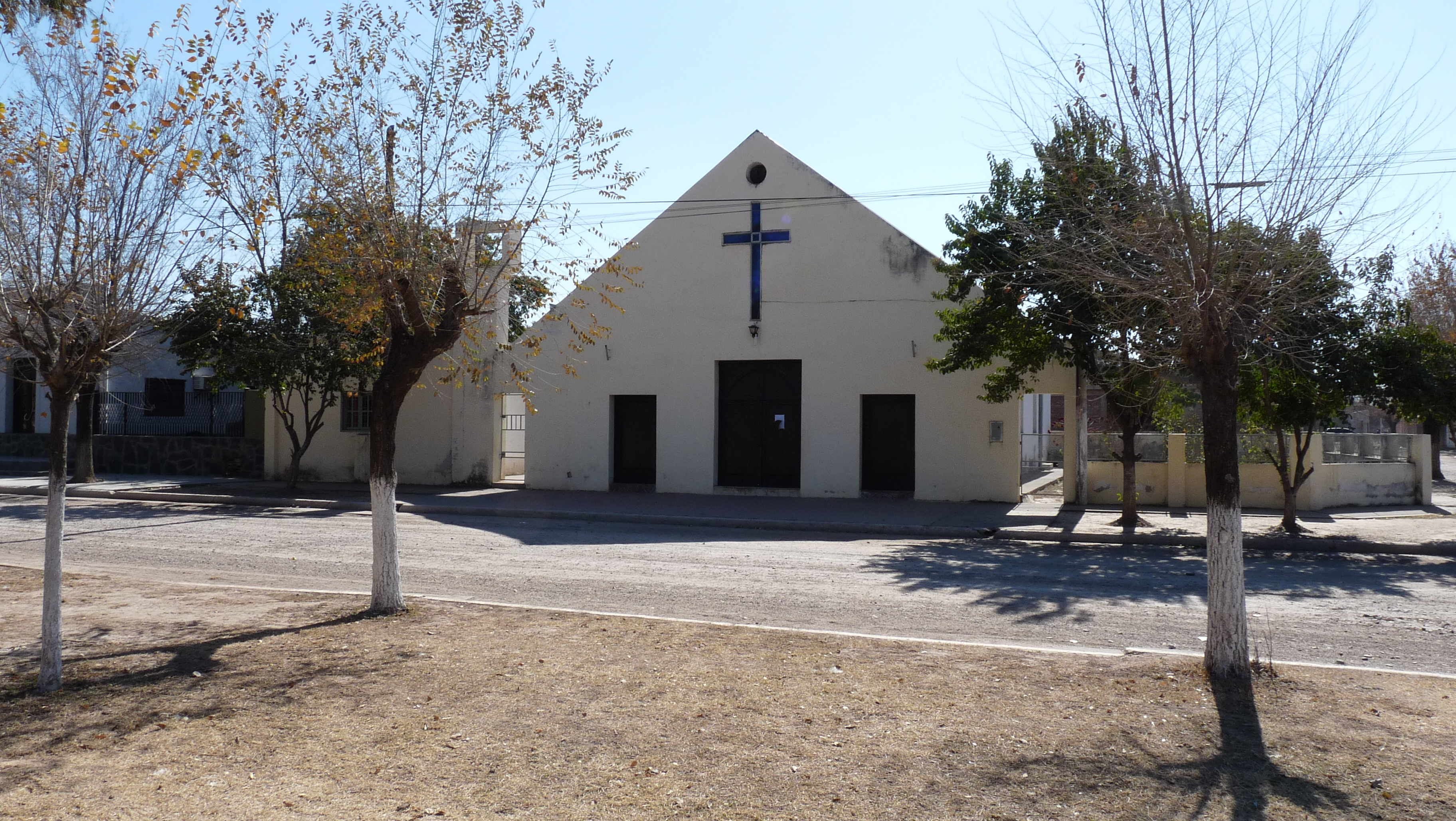
Parròquia Sagrado Corazón de Jesús de Las Cejas
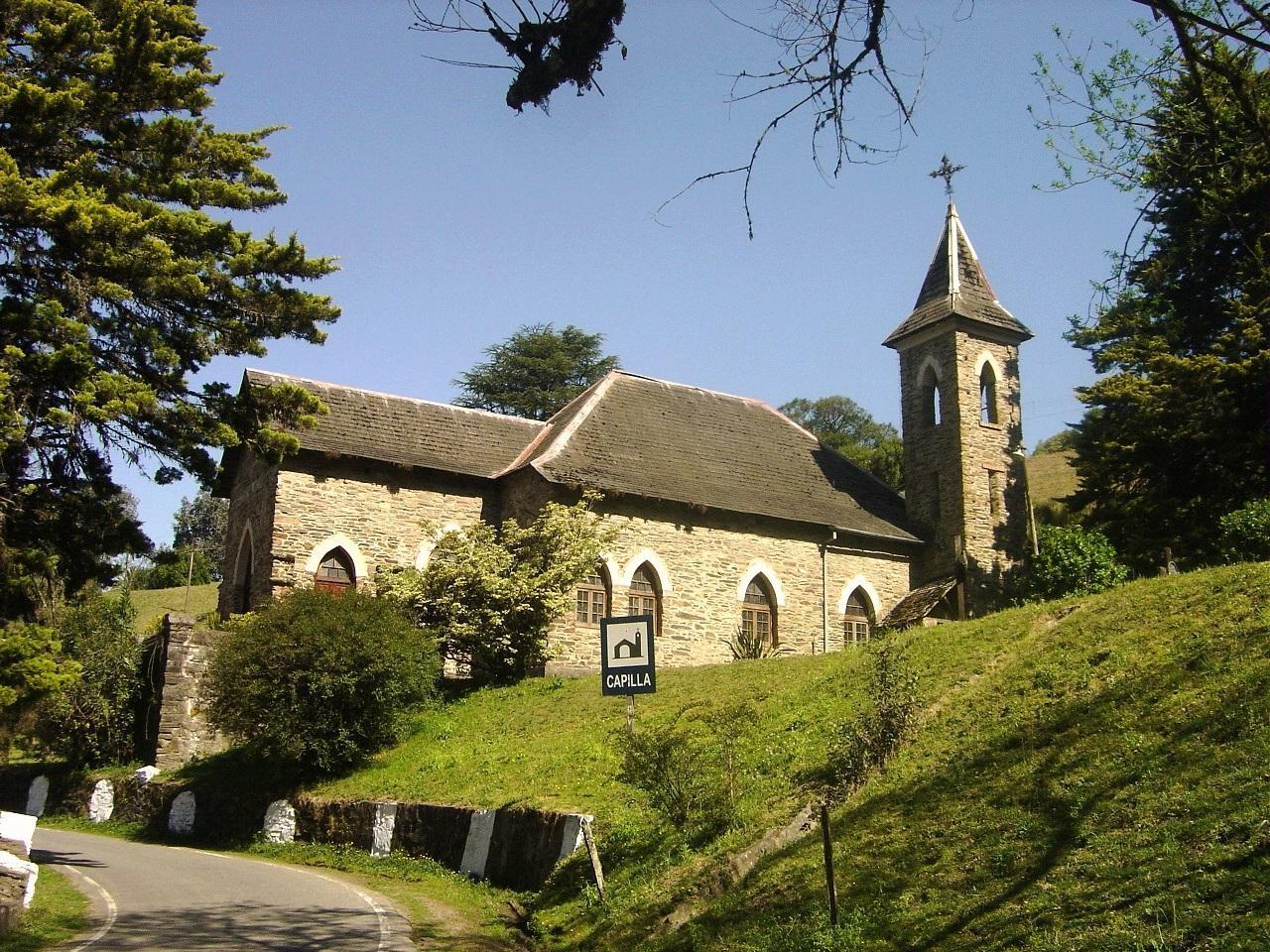
Capella de Villa Nougués
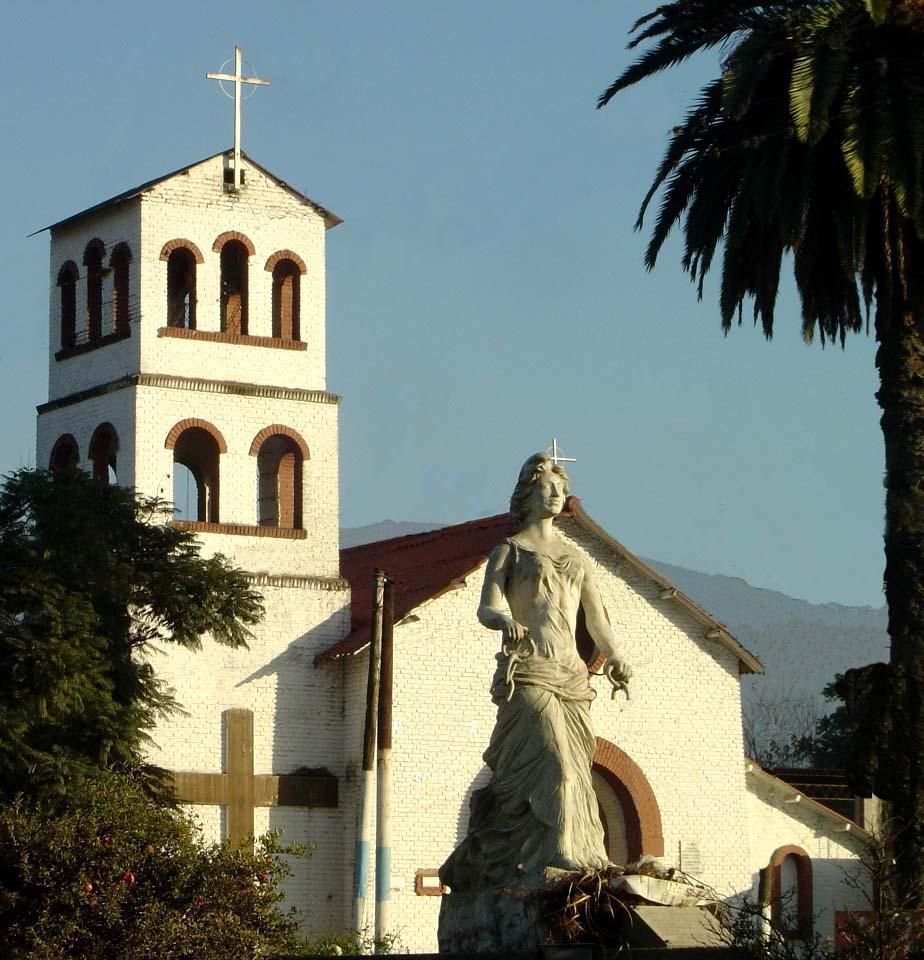
Església de Cristo Obrero de Tafí Viejo
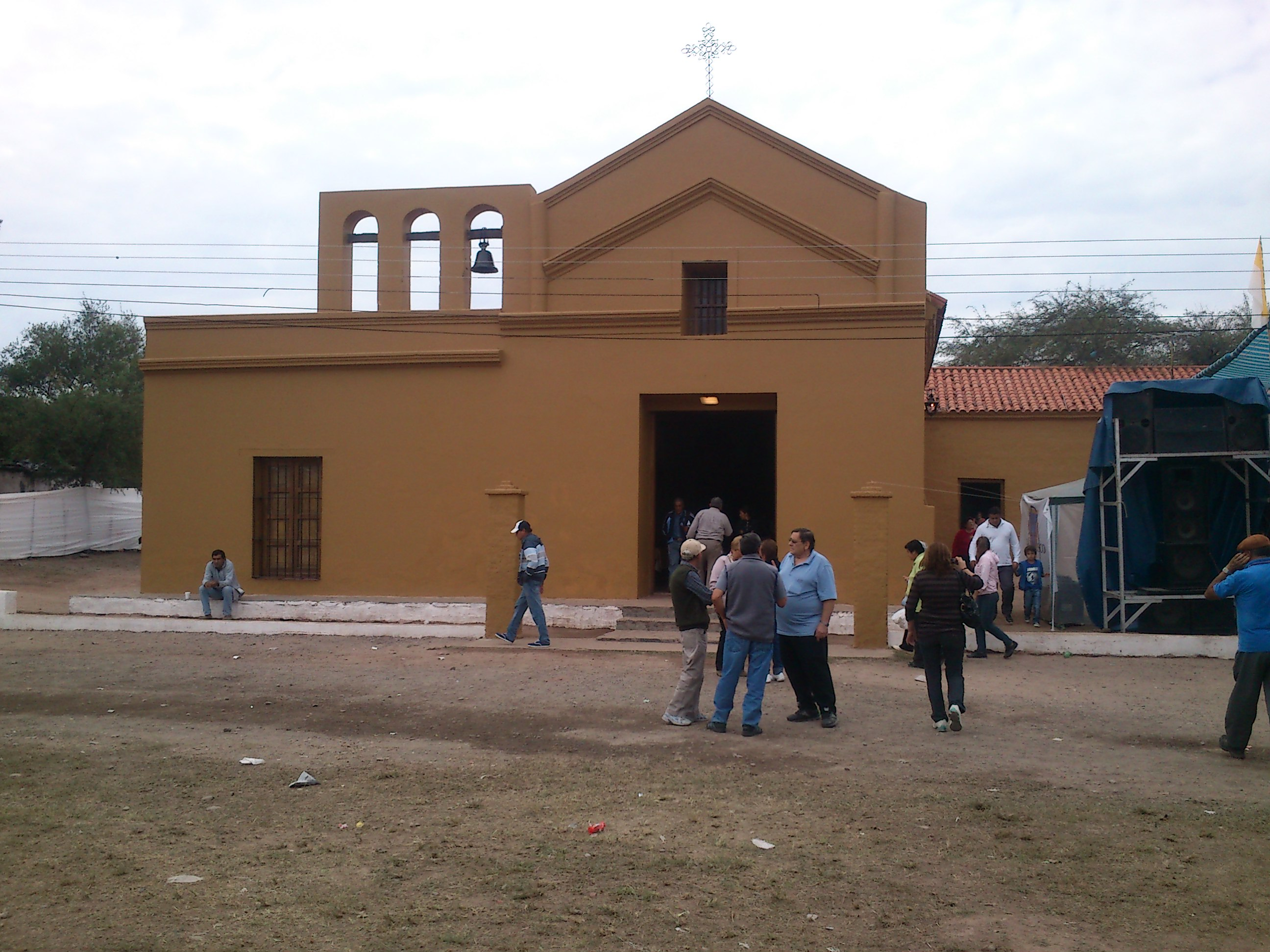
Església de Sagrado Corazón de Trancas